# エーロ・マルカネン
エーロ・ペッカ・サカリ・マルカネン（Eero Pekka Sakari Markkanen, 1991年7月3日 - ）は、フィンランド・ユヴァスキュラ出身のサッカー選手。フィンランド代表。ポジションはフォワード。父親のペッカ・マルカネン、弟のラウリ・マルカネンはバスケットボール選手。

## 来歴
地元クラブのJJKでサッカーを始め、2013年にはHJKに期限付き移籍した。2013年10月29日からスウェーデンのAIKで入団テストを受け、12月19日にJJKから3年契約で移籍した。2014年3月31日、ホームスタジアムのフレンズ・アレーナで行われたIFKヨーテボリ戦でアルスヴェンスカンデビューを飾った。
2014年7月23日にスペインのレアル・マドリード・カスティージャに4年契約で移籍した。2015年8月21日にカスティージャとの契約は解除された。AIKはスウェーデンの移籍期間終了後にマルカネンとの契約に動き、スウェーデンサッカー協会に免除申請したが許可されなかった。9月3日にRoPSに加入した。
2015年11月5日、2016年から3年契約でAIKに加入することが発表された。

## 代表歴
2014年5月29日、バルティックカップのリトアニア戦でフィンランド代表デビューを飾った。

## 所属クラブ
- 2010年  FCブラックバード
- 2011年  Vihtavuoren Pamaus
  - 2011年  Jämsänkosken Ilves（期限付き移籍）
- 2012年 - 2013年  JJK
  - 2012年  ヴァルカウスJK（期限付き移籍）
  - 2013年  HJK（期限付き移籍）
- 2013年 - 2014年  HJK
- 2014年  AIK
- 2014年 - 2015年  レアル・マドリード・カスティージャ
- 2015年  RoPS
- 2016年 - 2018年  AIK
  - 2017年  1.FCディナモ・ドレスデン（期限付き移籍）
  - 2018年  ラナースFC（期限付き移籍）
- 2018年  ダルクルドFF
- 2019年  PSMマカッサル
- 2020年  FCハカ